# Nina Wengert
Nina Wengert (* 3. August 1984 in Stuttgart) ist eine deutsche Riemenruderin.
Wengert begann während ihrer Schulzeit bei der Stuttgarter Rudergesellschaft von 1899 mit dem Rudersport, später wechselte sie zum Ruderverein Saarbrücken. 2002 belegte sie bei den Junioren-Weltmeisterschaften den zweiten Platz im Achter. Vier Jahre später gewann sie mit Silber im Team Frauenachter ihre erste Medaille im Erwachsenenbereich. 2007 belegte sie zusammen mit Nadine Schmutzler, Kerstin Naumann und Silke Günther mit dem Vierer ohne Steuermann den Zweiten Platz bei den Weltmeisterschaften in München. In der Olympiasaison 2008 stieg Wengert zusammen mit Schmutzler und Naumann wieder in den Achter um.

## Internationale Erfolge
- 2002: 2. Platz im Achter (Junioren-Weltmeisterschaften)
- 2005: 6. Platz im Achter (Weltmeisterschaften)
- 2006: 2. Platz im Achter (Weltmeisterschaften)
- 2007: 2. Platz im Vierer ohne (Weltmeisterschaften)